# Giải Grammy cho trình diễn hard rock xuất sắc nhất
Giải Grammy cho trình diễn hard rock xuất sắc nhất (tiếng Anh: Grammy Award for Best Hard Rock Performance) là hạng mục của giải Grammy được trao cho các nghệ sĩ thu âm từ năm 1990 đến 2011. Năm 1989, Viện hàn lâm Thu âm lần đầu công nhận các nghệ sĩ của thể loại nhạc hard rock tại giải Grammy lần thứ 31. Ban đầu hạng mục có tên gọi là giải Grammy cho trình diễn giọng hoặc khí nhạc hard rock hoặc metal xuất sắc nhất (tiếng Anh: Best Hard Rock/Metal Performance Vocal or Instrumental) sau khi kết hợp hai trong số các thể loại nhạc đại chúng phổ biến nhất của thập niên 1980. Jethro Tull thắng cử giải thưởng đó nhờ album Crest of a Knave, đánh bại Metallica - ban nhạc được kỳ vọng sẽ thắng cử với album ...And Justice for All. Lựa chọn này làm dấy lên số đông sự chỉ trích nhắm vào Viện hàn lâm, khi các nhà báo cho rằng nhạc của Jethro Tull chẳng thuộc thể loại hard rock hoặc heavy metal. Sau sự việc đó, Viện hàn lâm lập ra các hạng mục gồm trình diễn hard rock xuất sắc nhất và trình diễn metal xuất sắc nhất sau khi tách hai thể loại này.
Năm 1990, ban nhạc Living Colour là những người đầu tiên được trao giải trình diễn hard rock xuất sắc nhất. Từ năm 1992 đến 1994, giải thưởng được đề tên là giải Grammy cho trình diễn giọng hard rock xuất sắc nhất (tiếng Anh: Grammy Award for Best Hard Rock Performance with Vocal). Các ban nhạc Foo Fighters, Living Colour và The Smashing Pumpkins cùng chung kỷ lục nhiều chiến thắng nhất, với hai giải chia cho từng nhóm. Những nghệ sĩ người Mỹ được trao giải nhiều hơn bất kỳ nhân vật nào từ quốc tịch khác, song giải thưởng cũng được từng trao cho những nhạc sĩ hoặc nhóm nhạc xuất thân từ Úc (hai lần) và một lần từ Liên hiệp Anh. Alice in Chains nắm giữ kỷ lục nhiều đề cử nhất (tám lần) mà chưa chiến thắng lần nào.
Năm 2012, giải thưởng bị ngừng tổ chức do một cuộc cải tổ lớn các hạng mục của Grammy. Năm 2012 và 2013, những tiết mục hard rock chất lượng được tôn vinh ở hạng mục trình diễn hard rock hoặc metal xuất sắc nhất. Tuy nhiên vào năm 2014, hạng mục lại được chia ra làm hai giải: một giải trở về hạng mục "trình diễn metal xuất sắc" đứng độc lập, còn giải kia công nhận các tiết mục hard rock chất lượng ở hạng mục trình diễn rock xuất sắc nhất. Theo Viện hàn lâm: "Quyết định này cho thấy metal có âm thanh rất đặc biệt, còn hard rock có tính chất gần với rock hơn và có thể thoải mái xuất hiện dưới dạng một thái cực của nhạc rock."

## Danh sách thắng cử
| Năm[I] | Thể hiện                 | Tác phẩm                              | Đề cử | Chú thích     |
| ------ | ------------------------ | ------------------------------------- | --- | ------------- |

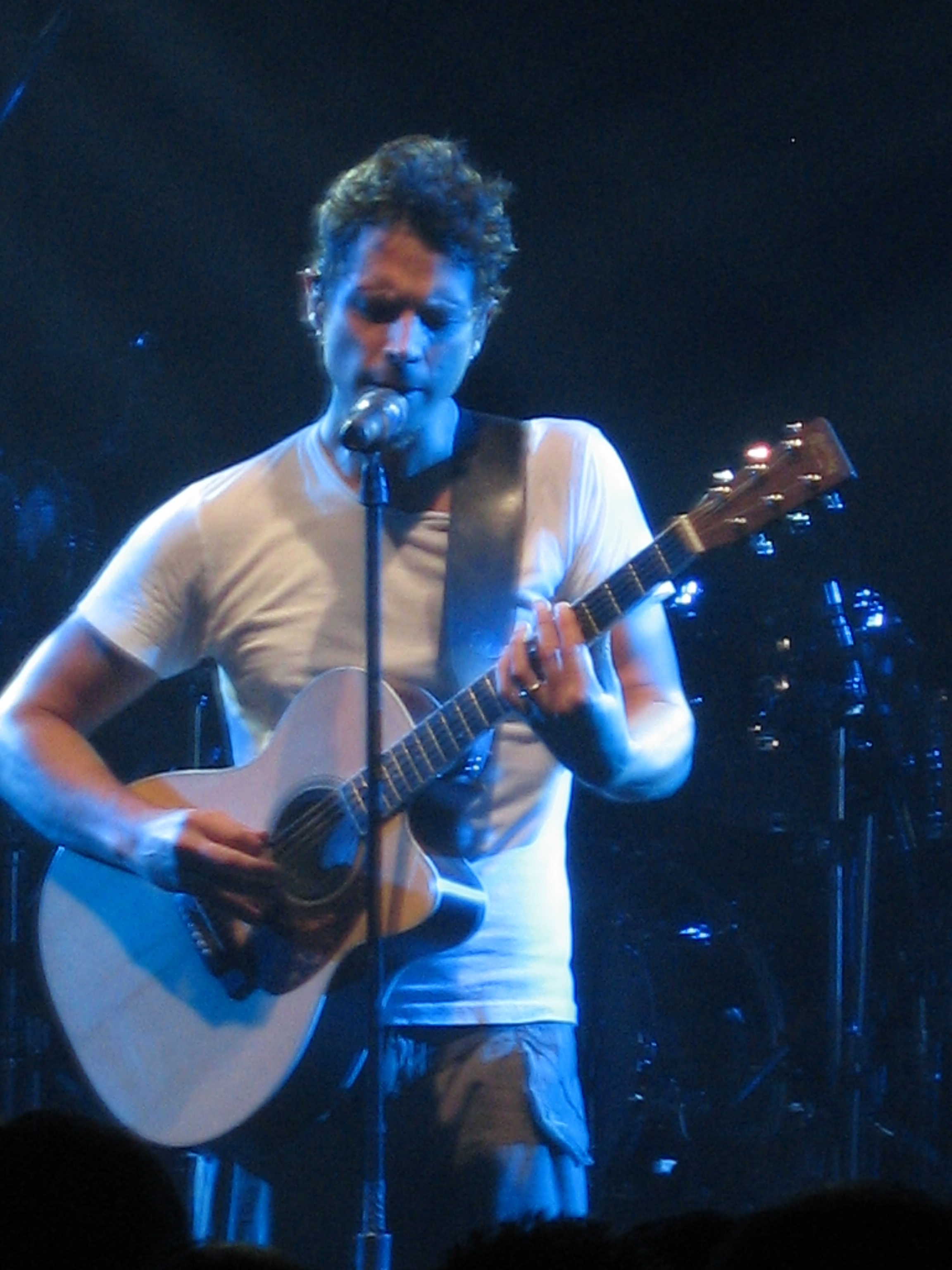
Chris Cornell - ca sĩ chính của Soundgarden - ban nhạc từng thắng cử hai lần.

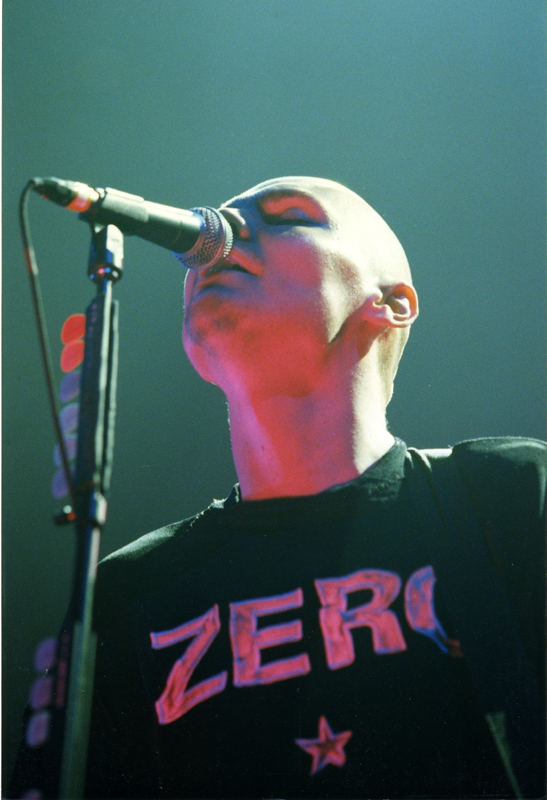
Billy Corgan của The Smashing Pumpkins - ban nhạc từng hai lần đoạt giải.

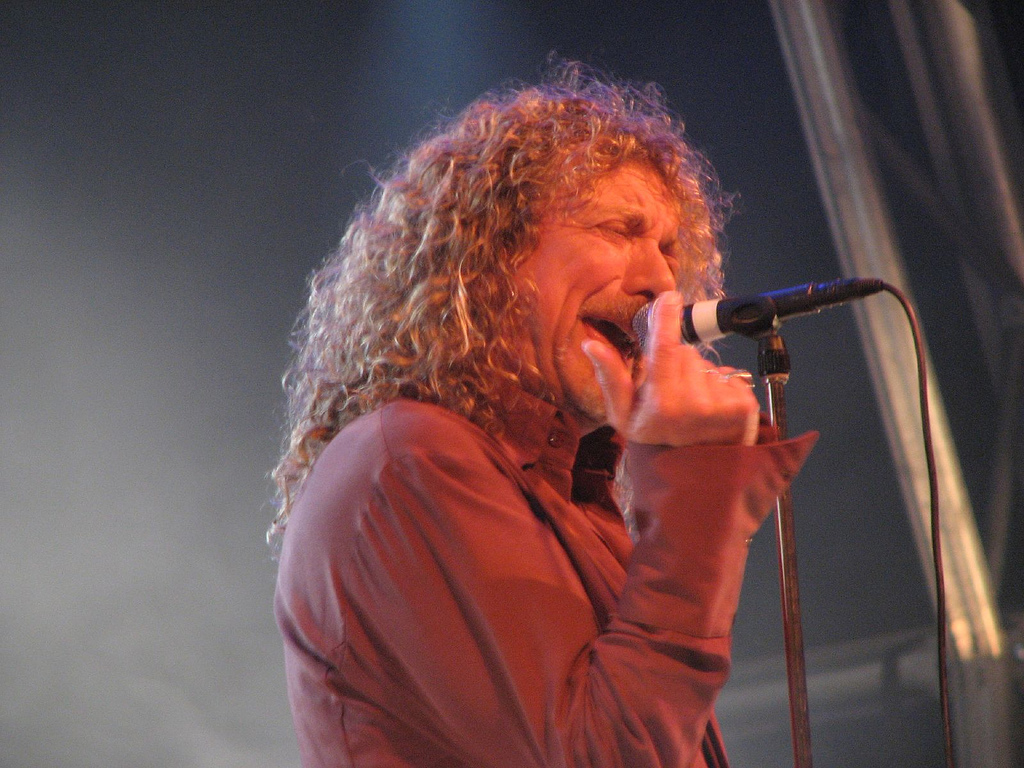
Nghệ sĩ Robert Plant từng thắng giải vào năm 1999.

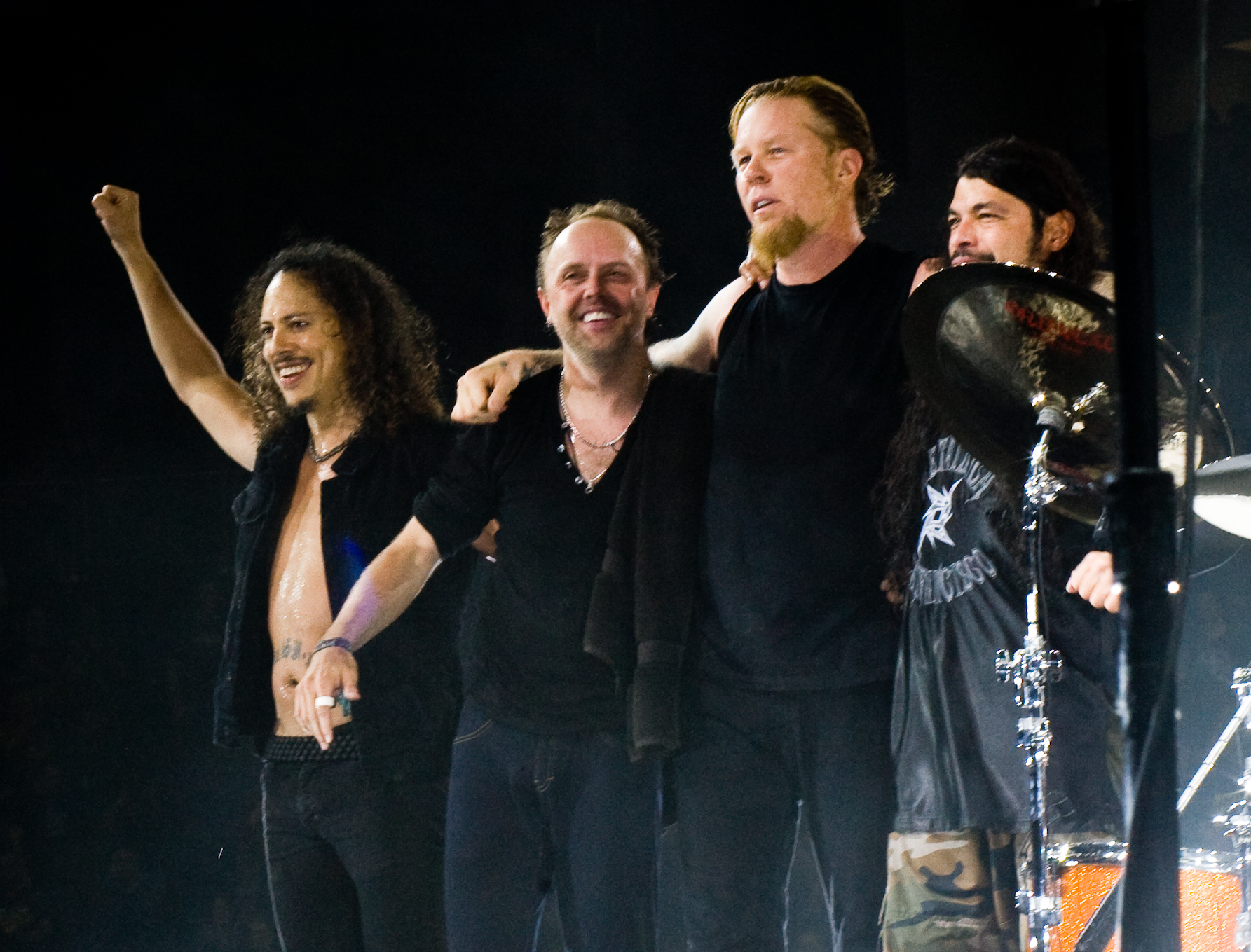
Ban nhạc Metallica từng thắng cử vào năm 2000.

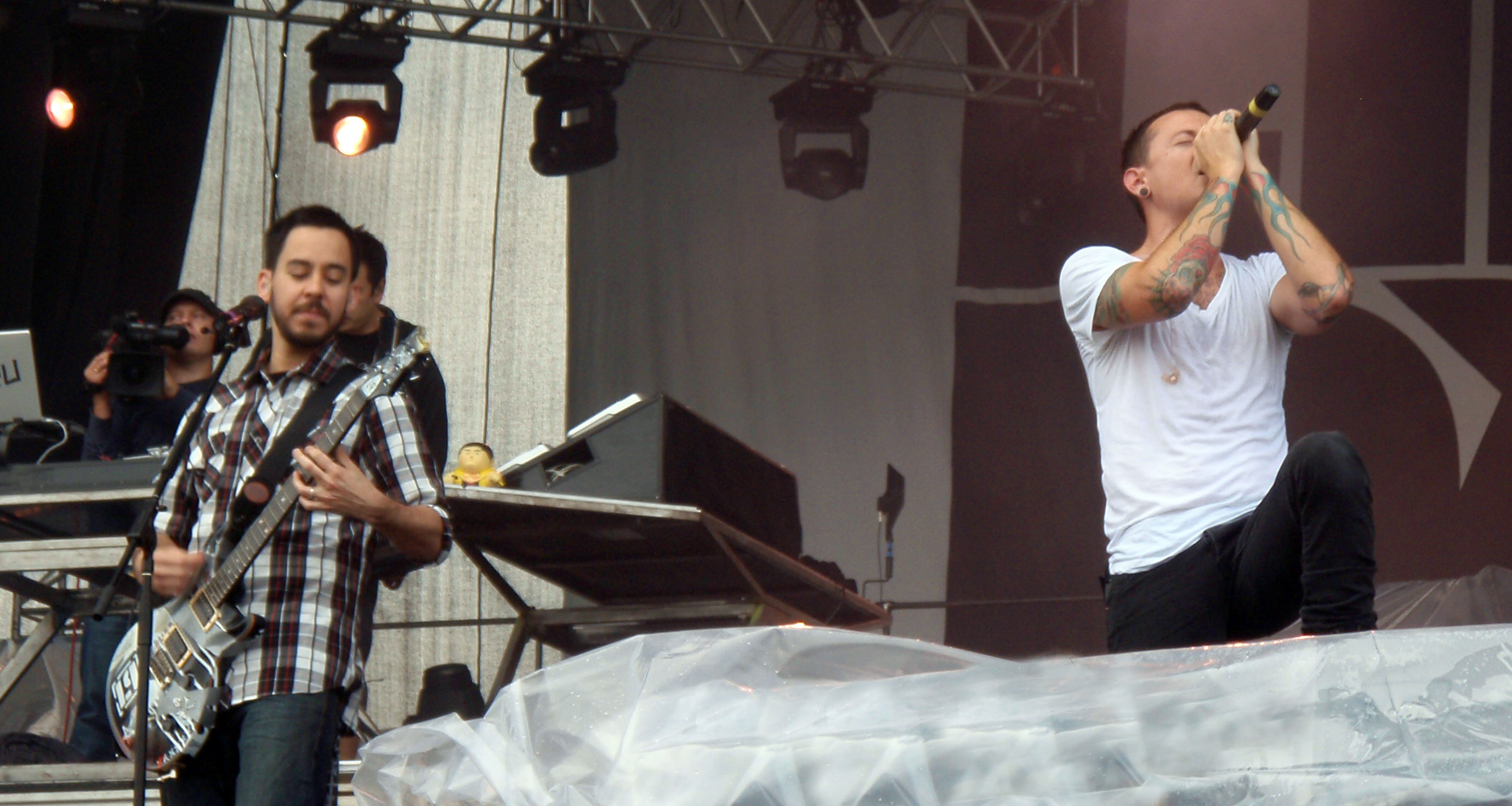
Linkin Park - ban nhạc giành giải năm 2002.

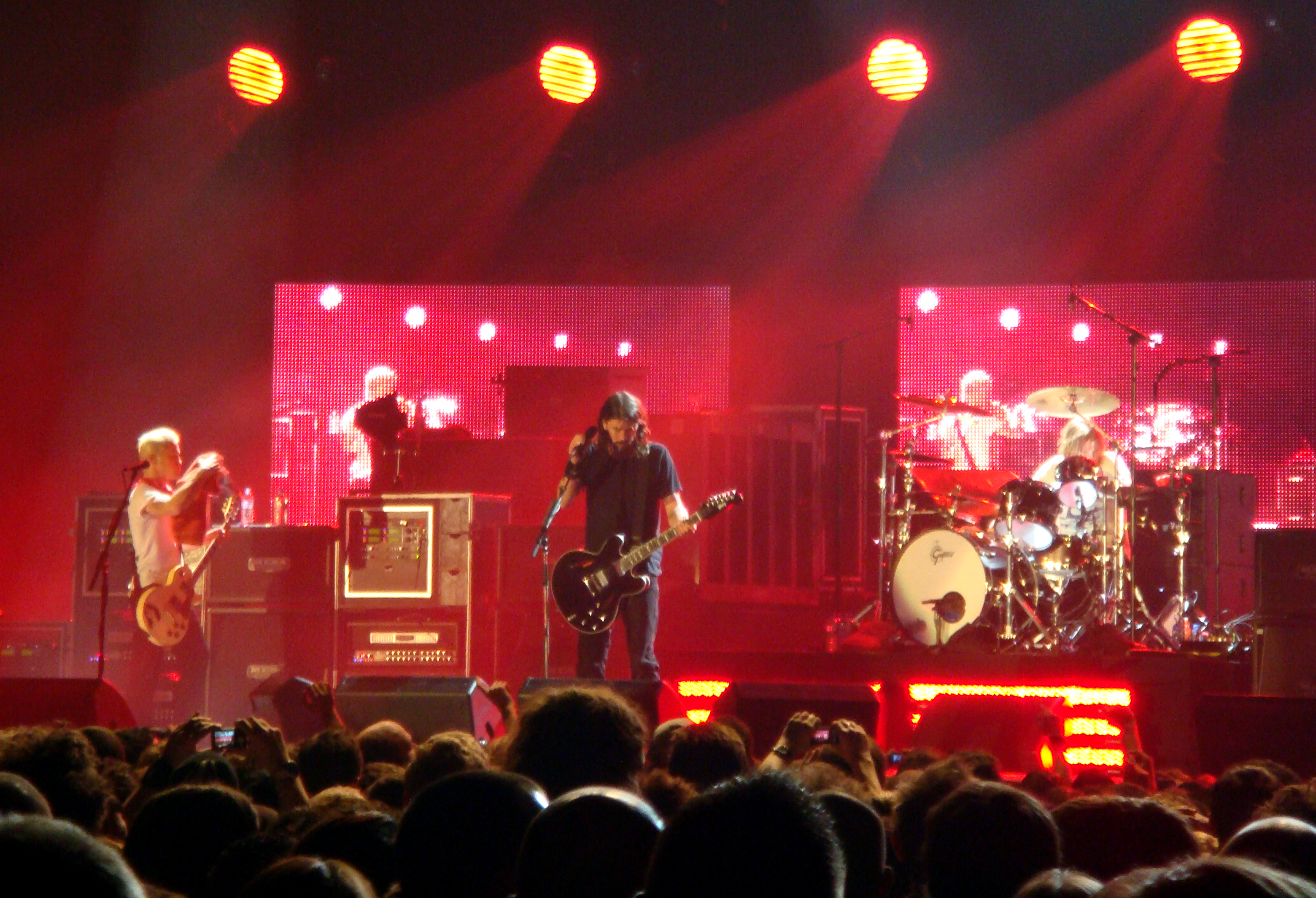
Ban nhạc Foo Fighters từng hai lần đoạt giải.

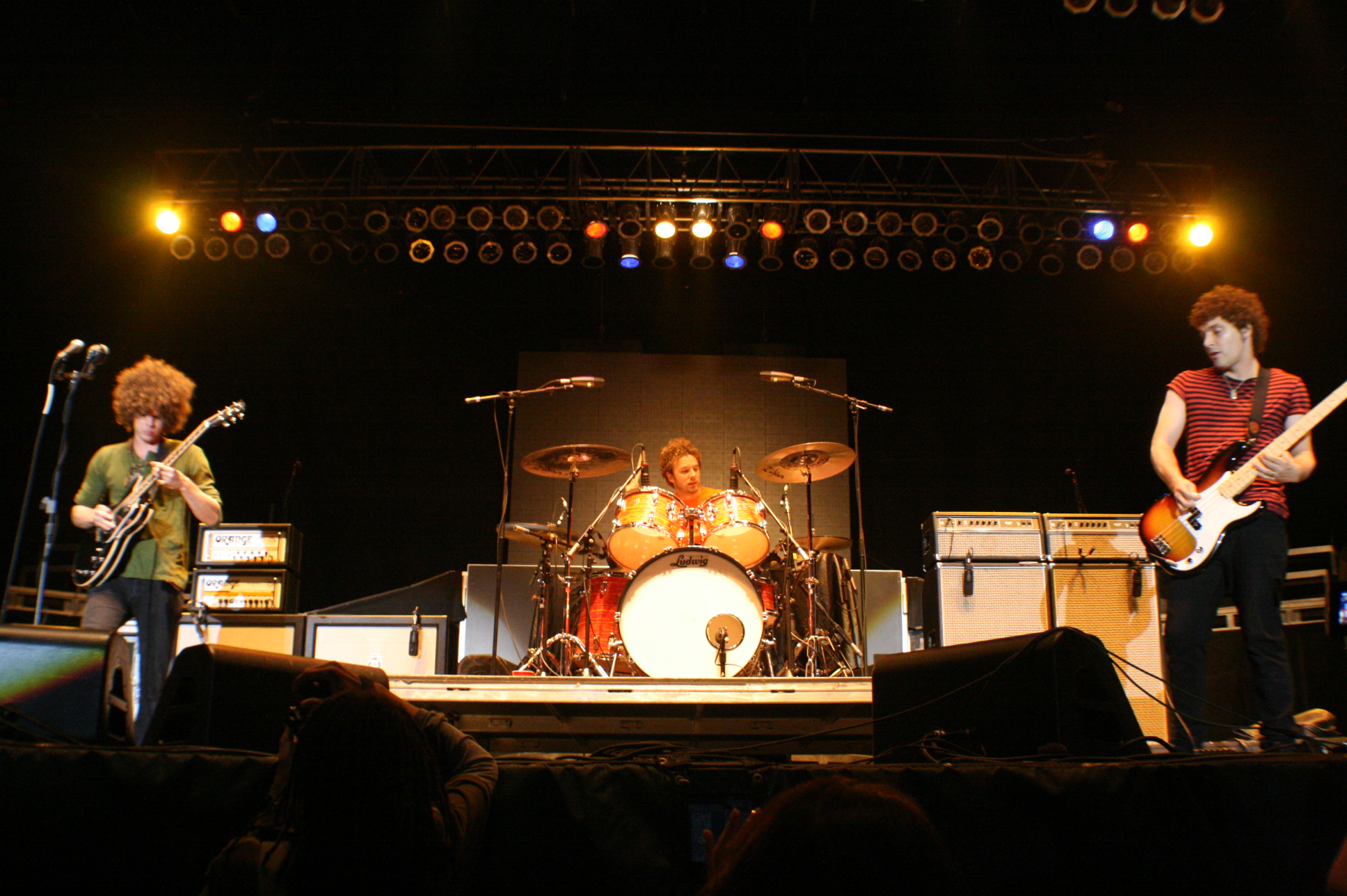
Wolfmother - ban nhạc được xướng tên chiến thắng giải thưởng vào năm 2007

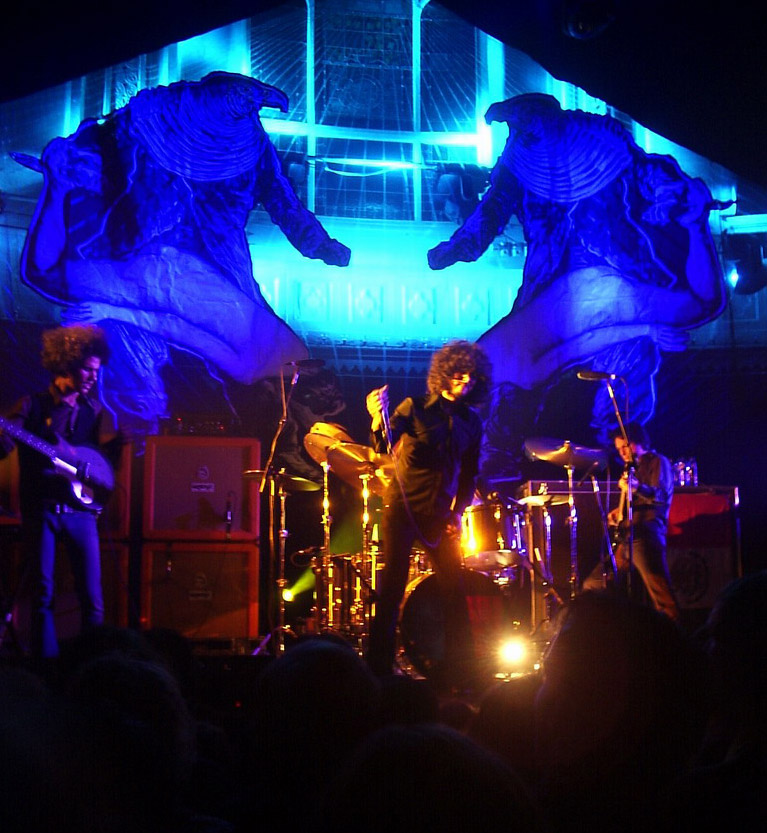
Ban nhạc The Mars Volta thắng cử vào năm 2009.

| 1990   | Living Colour            | "Cult of Personality"                 | - Aerosmith – "Love in an Elevator" - Great White – "Once Bitten, Twice Shy" - Guns N' Roses – G N' R Lies - Mötley Crüe – "Dr. Feelgood"                               | [ 5 ]         |
| 1991   | Living Colour            | Time's Up                             | - AC/DC – The Razors Edge - Faith No More – "Epic" - Jane's Addiction – Ritual de lo Habitual - Mötley Crüe – "Kickstart My Heart"                                      | [ 6 ]         |
| 1992   | Van Halen                | For Unlawful Carnal Knowledge         | - AC/DC – "Moneytalks" - Alice in Chains – "Man in the Box" - Guns N' Roses – Use Your Illusion I                                                                       | [ 7 ]         |
| 1993   | Red Hot Chili Peppers    | "Give It Away"                        | - Alice in Chains – Dirt - Faith No More – Angel Dust - Guns N' Roses – "Live and Let Die" - Nirvana – "Smells Like Teen Spirit" - Pearl Jam – "Jeremy"                 | [ 8 ]         |
| 1994   | Stone Temple Pilots      | "Plush"                               | - AC/DC – "Highway to Hell" (trực tiếp) - Living Colour – "Leave It Alone" - Robert Plant – "Calling to You" - The Smashing Pumpkins – "Cherub Rock"                    | [ 9 ] [ 10 ]  |
| 1995   | Soundgarden              | "Black Hole Sun"                      | - Alice in Chains – "I Stay Away" - Beastie Boys – "Sabotage" - Green Day – "Longview" - Pearl Jam – "Go"                                                               | [ 11 ]        |
| 1996   | Pearl Jam                | "Spin the Black Circle"               | - Alice in Chains – "Grind" - Primus – "Wynona's Big Brown Beaver" - Red Hot Chili Peppers – "Blood Sugar Sex Magik" (trực tiếp) - Van Halen – "The Seventh Seal"       | [ 12 ]        |
| 1997   | The Smashing Pumpkins    | "Bullet with Butterfly Wings"         | - Alice in Chains – "Again" - Rage Against the Machine – "Bulls on Parade" - Soundgarden – "Pretty Noose" - Stone Temple Pilots – "Trippin' on a Hole in a Paper Heart" | [ 13 ]        |
| 1998   | The Smashing Pumpkins    | "The End Is the Beginning Is the End" | - Bush – "Swallowed" - Foo Fighters – "Monkey Wrench" - Nine Inch Nails – "The Perfect Drug" - Rage Against the Machine – "People of the Sun"                           | [ 14 ]        |
| 1999   | Page and Plant           | "Most High"                           | - Kiss – "Psycho Circus" - Marilyn Manson – "The Dope Show" - Metallica – "Fuel" - Pearl Jam – "Do the Evolution"                                                       | [ 15 ]        |
| 2000   | Metallica                | "Whiskey in the Jar"                  | - Alice in Chains – "Get Born Again" - Buckcherry – "Lit Up" - Kid Rock – "Bawitdaba" - Korn – "Freak on a Leash" - Limp Bizkit – "Nookie"                              | [ 16 ]        |
| 2001   | Rage Against the Machine | "Guerrilla Radio"                     | - Kid Rock – "American Bad Ass" - Limp Bizkit – "Take a Look Around" - Pearl Jam – "Grievance" - Stone Temple Pilots – "Down"                                           | [ 17 ]        |
| 2002   | Linkin Park              | "Crawling"                            | - Alien Ant Farm – "Smooth Criminal" - P.O.D. – "Alive" - Rage Against the Machine – "Renegades of Funk" - Saliva – "Your Disease"                                      | [ 18 ]        |
| 2003   | Foo Fighters             | "All My Life"                         | - Godsmack – "I Stand Alone" - P.O.D. – "Youth of the Nation" - Queens of the Stone Age – "No One Knows" - System of a Down – "Aerials"                                 | [ 19 ] [ 20 ] |
| 2004   | Evanescence & Paul McCoy | "Bring Me to Life"                    | - Audioslave – "Like a Stone" - Godsmack – "Straight Out of Line" - Jane's Addiction – "Just Because" - Queens of the Stone Age – "Go with the Flow"                    | [ 21 ]        |
| 2005   | Velvet Revolver          | "Slither"                             | - Incubus – "Megalomaniac" - Metallica – "Some Kind of Monster" - Nickelback – "Feelin' Way Too Damn Good" - Slipknot – "Duality"                                       | [ 22 ]        |
| 2006   | System of a Down         | "B.Y.O.B."                            | - Audioslave – "Doesn't Remind Me" - Nine Inch Nails – "The Hand That Feeds" - Robert Plant – "Tin Pan Valley" - Queens of the Stone Age – "Little Sister"              | [ 23 ]        |
| 2007   | Wolfmother               | "Woman"                               | - Buckcherry – "Crazy Bitch" - Nine Inch Nails – "Every Day Is Exactly the Same" - System of a Down – "Lonely Day" - Tool – "Vicarious"                                 | [ 24 ]        |
| 2008   | Foo Fighters             | "The Pretender"                       | - Evanescence – "Sweet Sacrifice" - Ozzy Osbourne – "I Don't Wanna Stop" - Queens of the Stone Age – "Sick, Sick, Sick" - Tool – "The Pot"                              | [ 25 ]        |
| 2009   | The Mars Volta           | "Wax Simulacra"                       | - Disturbed – "Inside the Fire" - Judas Priest – "Visions" - Mötley Crüe – "Saints of Los Angeles" - Rob Zombie – "The Lords of Salem"                                  | [ 26 ]        |
| 2010   | AC/DC                    | "War Machine"                         | - Alice in Chains – "Check My Brain" - Linkin Park – "What I've Done" (live) - Metallica – "The Unforgiven III" - Nickelback – "Burn It to the Ground"                  | [ 27 ]        |
| 2011   | Them Crooked Vultures    | "New Fang"                            | - Alice in Chains – "A Looking in View" - Ozzy Osbourne – "Let Me Hear You Scream" - Soundgarden – "Black Rain" - Stone Temple Pilots – "Between the Lines"             | [ 28 ]        |

^[I]  Từng năm được liên kết với bài viết về lễ trao giải Grammy được tổ chức năm đó.

## Nghệ sĩ nhiều lần thắng cử
2 giải
- Foo Fighters
- Living Colour
- The Smashing Pumpkins

## Nghệ sĩ có nhiều đề cử
| 8 đề cử - Alice in Chains 5 đề cử - Pearl Jam 4 đề cử - AC/DC - Metallica - Queens of the Stone Age - Rage Against the Machine - Stone Temple Pilots 3 đề cử - Foo Fighters - Guns N' Roses - Living Colour - Mötley Crüe - Nine Inch Nails - The Smashing Pumpkins - Soundgarden - System of a Down | 2 đề cử - Audioslave - Buckcherry - Evanescence - Faith No More - Godsmack - Jane's Addiction - Kid Rock - Limp Bizkit - Linkin Park - Nickelback - Ozzy Osbourne - P.O.D. - Robert Plant - Red Hot Chili Peppers - Tool - Van Halen |